# Dyro
Йорди ван Эгмонд (нидерл. Jordy van Egmond; род. 22 апреля 1992 года), более известный как Dyro — нидерландский диджей и музыкальный продюсер в жанре электронной музыки. В 2016 году занял 66 место в списке лучших диджеев мира по версии журнала DJ Magazine.
Он сотрудничал с такими мировыми диджеями как Tiësto, Hardwell, Calvin Harris и Nicky Romero.

## Музыкальная карьера

### Ранние годы и первые релизы
Йорди ван Эгмонд родился 22 апреля 1992 года в городе Лейден, Нидерланды. В ранних годах он начал изучать программу FL Studio, и стал заниматься продюсированием музыки. Однажды на одном из форумов его заметил нидерландский диджей Laidback Luke, Dyro был одним из первых артистов, подписавших контракт с лейблом «Revealed Recordings», который был основан диджеем Hardwell. В 2011 году Revealed выпустил сингл Daftastic, и в это же время Dyro также выпускал синглы на таких лейблах как «Mixmash Records», «Spinnin' Records» и «Strictly Rhythm». В 2012 году он выпустил трек «Top of the World», он вышел на лейбле Afrojack — «Wall Recordings.

### Начало гастролей
Начав гастролировать, Дайро продолжал обучение в колледже, но прилетал домой чтобы сдавать экзамены. В 2013 году он присоединился к автобусному туру Hardwell и Dannic — «Hardwell presents Revealed: Canadian Bus Tour». Позже, Dyro и Dannic присоединились к Hardwell к североамериканскому туру «Revealed North American Tour». Во время гастролей Dyro продолжал выпускать новые треки и ремиксы. И в июне 2013 года Hardwell представляет «Revealed Volume 4», в котором представлены две его песни. Его совместный трек с Hardwell под названием «Never Say Goodbye» достиг 23 строчки на «UK Dance Chart» в 2013 году.
В 2013 году он сотрудничал с диджеем Tiësto, выпустив совместный трек под названием «Paradise», который вышел в альбоме Tiësto «Club Life: Volume Three Stockholm».

### Релизы WOLV и синглы
В начале 2014 года Dyro поддержал выпуск своего трека «Black Smoke» сольным туром. Затем он выступил на фестивале «Ultra Music Festival» в Майами, и в апреле 2014 года он снова отправился в автобусный тур по США с Hardwell и Dannic.
В августе 2014 года он основал свой собственный лейбл «WOLV Records». Первым релизом на его лейбле стал собственный сингл «Wolv». Третий релиз на лейбле состоялся к октябре 2014 года, он получил название «Against All Odds». 15 декабря 2014 года Dyro и Bassjackers выпустили свой совместный трек под названием «X» на его лейбле WOLV Records. В 2014 и 2015 годах он выступал на главных сценах таких фестивалей как Dance Valley, Electric Zoo, Tomorrowland, Spring Awakening, Creamfields и Electric Daisy Carnival.

## Дискография

### Синглы
| Год                                                                         | Название                                                   | Альбом                               | Лейбл               | Пиковые позиции в чартах | Пиковые позиции в чартах | Пиковые позиции в чартах | Пиковые позиции в чартах | Пиковые позиции в чартах |
| Год                                                                         | Название                                                   | Альбом                               | Лейбл               | BEL                      | US Dance                 | NL                       | UK                       | UK Dance                 |
| --------------------------------------------------------------------------- | ---------------------------------------------------------- | ------------------------------------ | ------------------- | ------------------------ | ------------------------ | ------------------------ | ------------------------ | ------------------------ |
| 2011                                                                        | "Dirty Mind"                                               | Не альбомный сингл                   | Grapevine Grooves   | —                        | —                        | —                        | —                        | —                        |
| 2011                                                                        | "Meat Lover"                                               | Не альбомный сингл                   | Suit Records        | —                        | —                        | —                        | —                        | —                        |
| 2011                                                                        | "Klav"                                                     | Не альбомный сингл                   | Mishmash Records    | —                        | —                        | —                        | —                        | —                        |
| 2011                                                                        | "Wrecked"                                                  | Не альбомный сингл                   | Amsterdam Massive   | —                        | —                        | —                        | —                        | —                        |
| 2011                                                                        | "AMP"                                                      | Не альбомный сингл                   | Amsterdam Massive   | —                        | —                        | —                        | —                        | —                        |
| 2011                                                                        | "South Avenue"                                             | Не альбомный сингл                   | Grapevine Grooves   | —                        | —                        | —                        | —                        | —                        |
| 2011                                                                        | "Daftastic"                                                | Не альбомный сингл                   | Revealed Recordings | —                        | —                        | —                        | —                        | —                        |
| 2011                                                                        | "Metaphor"                                                 | Не альбомный сингл                   | Revealed Recordings | —                        | —                        | —                        | —                        | —                        |
| 2011                                                                        | "Magno"                                                    | Не альбомный сингл                   | Revealed Recordings | —                        | —                        | —                        | —                        | —                        |
| 2012                                                                        | "EMP" (с Jacob Van Hage)                                   | Не альбомный сингл                   | Smash the House     | —                        | —                        | —                        | —                        | —                        |
| 2012                                                                        | "Raid" (с Rene Kuppens)                                    | Не альбомный сингл                   | Revealed Recordings | —                        | —                        | —                        | —                        | —                        |
| 2012                                                                        | "Saeta"                                                    | Не альбомный сингл                   | Bazooka Records     | —                        | —                        | —                        | —                        | —                        |
| 2012                                                                        | "Monster Talk" (с Loopers)                                 | Не альбомный сингл                   | Mixmash Records     | —                        | —                        | —                        | —                        | —                        |
| 2012                                                                        | "Paradox"                                                  | Не альбомный сингл                   | Revealed Recordings | —                        | —                        | —                        | —                        | —                        |
| 2012                                                                        | "Top of the World" (с Ansol)                               | Не альбомный сингл                   | Spinnin' Records    | —                        | —                        | —                        | —                        | —                        |
| 2012                                                                        | "Sky High" (с Amba Shepherd)                               | Не альбомный сингл                   | Strictly Rhythm     | —                        | —                        | —                        | —                        | —                        |
| 2013                                                                        | "Paradise" (Original Mix) (с Tiësto)                       | Club Life: Volume Three Stockholm    | Musical Freedom     | —                        | —                        | —                        | —                        | —                        |
| 2013                                                                        | "Grid" (с Bassjackers)                                     | Не альбомный сингл                   | Spinnin' Records    | —                        | —                        | —                        | —                        | —                        |
| 2013                                                                        | "Go Down"                                                  | Не альбомный сингл                   | Revealed Recordings | —                        | —                        | —                        | —                        | —                        |
| 2013                                                                        | "You Gotta Know" (при участии Radboud)                     | Не альбомный сингл                   | Revealed Recordings | —                        | —                        | —                        | —                        | —                        |
| 2013                                                                        | "Never Say Goodbye" (с Hardwell при участии Bright Lights) | Hardwell presents 'Revealed Volume 4 | Revealed Recordings | 20                       | —                        | —                        | —                        | —                        |
| 2013                                                                        | "Leprechauns & Unicorns"                                   | Hardwell presents 'Revealed Volume 4 | Revealed Recordings | —                        | —                        | —                        | —                        | —                        |
| 2014                                                                        | "Wolv"                                                     | Не альбомный сингл                   | WOLV                | —                        | —                        | —                        | —                        | —                        |
| 2014                                                                        | "Black Smoke"                                              | Не альбомный сингл                   | Revealed Recordings | —                        | —                        | —                        | —                        | —                        |
| 2014                                                                        | "Radical" (с Dannic)                                       | Не альбомный сингл                   | Revealed Recordings | —                        | —                        | —                        | —                        | —                        |
| 2014                                                                        | "Black Smoke"                                              | Не альбомный сингл                   | Revealed Recordings | —                        | —                        | —                        | —                        | —                        |
| 2014                                                                        | "Calling Out" (при участии Ryder)                          | Не альбомный сингл                   | Revealed Recordings | —                        | —                        | —                        | —                        | —                        |
| 2014                                                                        | "Sounds Like"                                              | Не альбомный сингл                   | Revealed Recordings | —                        | —                        | —                        | —                        | —                        |
| 2014                                                                        | "Against All Odds" (с Dynamite MC)                         | Не альбомный сингл                   | WOLV                | —                        | —                        | —                        | —                        | —                        |
| 2014                                                                        | "X" (с Bassjackers)                                        | Не альбомный сингл                   | WOLV                | —                        | —                        | —                        | —                        | —                        |
| 2015                                                                        | "Bittersweet" (с Conro при участии Envy Monroe)            | Не альбомный сингл                   | Revealed Recordings | —                        | —                        | —                        | —                        | —                        |
| 2015                                                                        | "Pure Noise"                                               | Не альбомный сингл                   | WOLV                | —                        | —                        | —                        | —                        | —                        |
| 2015                                                                        | "Foxtrot"                                                  | Не альбомный сингл                   | WOLV                | —                        | —                        | —                        | —                        | —                        |
| 2015                                                                        | "Jack It Up" (с Loopers)                                   | Не альбомный сингл                   | WOLV                | —                        | —                        | —                        | —                        | —                        |
| 2018                                                                        | "Feel It Coming"                                           | Не альбомный сингл                   | Monstercat          | —                        | —                        | —                        | —                        | —                        |
| 2018                                                                        | "Bring It Down"                                            | Не альбомный сингл                   | STMPD RCRDS         | —                        | —                        | —                        | —                        | —                        |
| 2018                                                                        | "Latency" (с Martin Garrix)                                | BYLAW                                | STMPD RCRDS         | —                        | —                        | —                        | —                        | —                        |
| «—» означает, что альбом не попал в чарт или не издавался в данном регионе. |                                                            |                                      |                     |                          |                          |                          |                          |                          |

### EP
| Год  | Название альбома | Детали                                                                           |
| ---- | ---------------- | -------------------------------------------------------------------------------- |
| 2011 | Dirty Mind       | - Релиз: 29 июня 2011 - Лейбл: Grapevine - Формат: Цифровая загрузка             |
| 2011 | Metaphor / Magno | - Релиз: 5 декабря 2011 - Лейбл: Revealed Recordings - Формат: Цифровая загрузка |
| 2016 | Set Me Free      | - Релиз: 22 февраля 2016 - Лейбл: WOLV Records - Формат: Цифровая загрузка       |

### Альбомные компиляции
| Год  | Название                                   | Детали                                                                               |
| ---- | ------------------------------------------ | ------------------------------------------------------------------------------------ |
| 2011 | Talent Revealed, Vol. 1 (с KURA и Luke R)  | - Релиз: 7 ноября 2011 - Лейбл: Revealed Recordings - Формат: CD, Цифровая загрузка  |
| 2012 | The Sound Of Revealed 2012 (Dannic & Dyro) | - Релиз: 7 декабря 2012 - Лейбл: Revealed Recordings - Формат: CD, Цифровая загрузка |
| 2015 | WOLVPACK, Vol. 1 Dyro)                     | - Релиз: 9 октября 2015 - Лейбл: WOLV Records - Формат: Цифровая загрузка            |

## Награды и номинации
| Год  | Название           | Номинант | Награда     | Результат |
| ---- | ------------------ | -------- | ----------- | --------- |
| 2013 | DJ Magazine Awards | Dyro     | Top 100 DJs | 30        |
| 2014 | DJ Magazine Awards | Dyro     | Top 100 DJs | 27        |
| 2015 | DJ Magazine Awards | Dyro     | Top 100 DJs | 27        |
| 2016 | DJ Magazine Awards | Dyro     | Top 100 DJs | 93        |